# (1220) Crocus
(1220) Crocus es un asteroide perteneciente al cinturón de asteroides descubierto por Karl Wilhelm Reinmuth desde el observatorio de Heidelberg-Königstuhl, Alemania, el 11 de febrero de 1932.

## Designación y nombre
Crocus fue designado inicialmente como 1932 CU.
Posteriormente se nombró por el Crocus, un género de plantas de la familia de las iridáceas.

## Características orbitales
Crocus orbita a una distancia media de 3,005 ua del Sol, pudiendo alejarse hasta 3,221 ua y acercarse hasta 2,788 ua. Su excentricidad es 0,07211 y la inclinación orbital 11,37°. Emplea en completar una órbita alrededor del Sol 1902 días.
Crocus forma parte de la familia asteroidal de Eos.